# Râul Secuș
Râul Secuș este un curs de apă, afluent al râului Gurghiu. 